# Entionella fluviatilis
Entionella fluviatilis is een pissebed uit de familie Entoniscidae. De wetenschappelijke naam van de soort is voor het eerst geldig gepubliceerd in 1941 door Miyashita.